# Либаово
Либаово или Либахово (грч. Φιλυριά, Филирија) је насељено место у општини Пеонија у периферији Средишња Македонија, Грчка. Према попису из 2021. године било је 192 становника.
Према бугарском географу и историчару, Василу Канчову, у Либаову је 1900. године живело 145 Словена хришћана. Године 1924. словенско становништво је принудно исељено у Бугарску а на њихово место је насељено 69 грчких избегличких породица из Источне Тракије, Понта и Анадолије (потомци Словена из Меглена). На попису из 1928. године Либаово је имало 265 становника.